# Sumaco Napo-Galeras nationalpark
Sumaco Napo-Galeras nationalpark är en nationalpark i Ecuador.   Den ligger i provinsen Napo, i den centrala delen av landet, 120 km öster om huvudstaden Quito. Sumaco Napo-Galeras nationalpark ligger 1 420 meter över havet. Arean är 207 kvadratkilometer.
Terrängen runt Sumaco Napo-Galeras nationalpark är bergig, och sluttar österut.  Trakten runt Sumaco Napo-Galeras nationalpark är nära nog obefolkad, med mindre än två invånare per kvadratkilometer. Det finns inga samhällen i närheten. I omgivningarna runt Sumaco Napo-Galeras nationalpark växer i huvudsak städsegrön lövskog.